# كأس كرواتيا 2004–05
كأس كرواتيا 2004–05 (بالكرواتية: Hrvatski nogometni kup 2004./05.)‏ هو الموسم 14 من كأس كرواتيا. أقيم خلال الفترة 7 سبتمبر 2004 وحتى 25 مايو 2005، وأشرف على تنظيمه اتحاد كرواتيا لكرة القدم، وكان عدد الأندية المشاركة فيه 48، وفاز فيه نادي رييكا.